# Варангал
Вара́нгал — місто в індійському штаті Телангана. Є адміністративним центром однойменного округу. 

## Клімат
Місто знаходиться у зоні, котра характеризується кліматом тропічних саван. Найтепліший місяць — травень із середньою температурою 33.4 °C (92.2 °F). Найхолодніший місяць — грудень, із середньою температурою 22.1 °С (71.7 °F).
| Клімат Варангала        | Клімат Варангала | Клімат Варангала | Клімат Варангала | Клімат Варангала | Клімат Варангала | Клімат Варангала | Клімат Варангала | Клімат Варангала | Клімат Варангала | Клімат Варангала | Клімат Варангала | Клімат Варангала | Клімат Варангала |
| Показник                | Січ.             | Лют.             | Бер.             | Квіт.            | Трав.            | Черв.            | Лип.             | Серп.            | Вер.             | Жовт.            | Лист.            | Груд.            | Рік              |
| Середній максимум, °C   | 29,2             | 32               | 35,5             | 38,2             | 39,9             | 36,2             | 32               | 31,1             | 31,6             | 31,6             | 29,5             | 28,3             | 32,9             |
| Середня температура, °C | 22,9             | 25,3             | 28,4             | 31,4             | 33,5             | 30,9             | 27,8             | 27,3             | 27,4             | 26,6             | 23,9             | 22               | 27,3             |
| Середній мінімум, °C    | 16,6             | 18,6             | 21,4             | 24,6             | 27,1             | 25,6             | 23,7             | 23,5             | 23,2             | 21,6             | 18,2             | 15,8             | 21,7             |
| Норма опадів, мм        | 4.2              | 7.3              | 9                | 20.1             | 28.3             | 120.7            | 184.4            | 161.3            | 173.2            | 94.2             | 26.9             | 4.6              | 834.1            |
| ----------------------- | ---------------- | ---------------- | ---------------- | ---------------- | ---------------- | ---------------- | ---------------- | ---------------- | ---------------- | ---------------- | ---------------- | ---------------- | ---------------- |
| Джерело: Weatherbase    |                  |                  |                  |                  |                  |                  |                  |                  |                  |                  |                  |                  |                  |

## Історія
Від XII до XIV століття Варангал був столицею царства Какатия. У місті збереглось безліч пам’яток, що належать до того періоду, включаючи потужну фортецю, 4 кам’яні брами, присвячений Шиві храм Сваямбху та храм Рамаппа біля озера Рамаппа. Культурне й адміністративне значення міста відзначав Марко Поло.
1687 року місто увійшло до складу імперії Великих Моголів і залишався її частиною до самого відокремлення частини південних провінцій імперії й утворення ними самостійного князівства Хайдарабад 1724 року, що включило Телангану й частини сучасних штатів Махараштра і Карнатака. Хайдарабад був анексований Індією 1948 року.

## Демографія
Відповідно до перепису населення 2011 року чисельність населення міста сягнуло 759 594 осіб, з них 380 833 чоловіки й 378 761 жінка. 67 732 — діти молодші за 6 років. Рівень писемності — 82,56 %.

## Економіка
Основою економіки міста залишається сільськогосподарський сектор. Системи іригації залежать від опадів, що випадають у сезон мусонів. Основні сільськогосподарські культури — рис, бавовна, манго та пшениця. Околиці зрошуються за рахунок збирання води з річки Ґодаварі.
У місті розташований другий за величиною в Азії ринок зерна. 